# Cultius de la Torre
Els Cultius de la Torre és un paratge d'antics camps de conreu ara abandonats del terme municipal de Conca de Dalt, a l'antic terme d'Hortoneda de la Conca, al Pallars Jussà, en territori que havia estat de l'antiga caseria de Perauba.
Està situat a tocar de la Torre de Senyús, al seu sud-oest. Són al nord de la Rebolleda i al sud-oest de l'Obaga de la Torre de Senyús.